# Proteomica
Proteomica (Engels: proteomics) is de studie van het proteoom: alle eiwitten (proteïnen) van een organisme of een deel van een organisme (zoals een orgaan, een cel, of een subcellulaire structuur). Het vakgebied van de proteomica is verwant aan dat van de genomica en kan, net als de andere '-omics'-gebieden, beschouwd worden als een onderdeel van de systeembiologie.
In de genomica worden de genen van een cel of organisme bestudeerd. Daarmee kan dus informatie verkregen kan worden over het genotype. Met de proteomica kan echter een beeld verkregen worden van de eiwitten die op een bepaald moment in een organisme aanwezig zijn. De proteomica geeft dus informatie over het fenotype.
Het proteoom wordt aanzienlijk complexer geacht dan het genoom, omdat een eiwit veel verschillende modificaties kan ondergaan, zoals methylering, acetylering, ubiquitinering en de vorming van zwavelbruggen.
Een belangrijk onderdeel van de proteomics is, welke interacties eiwitten aangaan. Dit wordt soms ook wel het interactoom genoemd.

## Technieken

### Scheiding en identificatie
Complexe mengsels van eiwitten of peptiden kunnen gescheiden worden met onder meer elektroforetische technieken en vloeistofchromatografie. Scheiding kan plaatsvinden op grond van grootte (massa-ladingsverhouding), iso-elektrisch punt en lipofilie. Vaak wordt een tweedimensionale scheiding uitgevoerd, waarbij achtereenvolgens wordt gescheiden op twee van de genoemde eigenschappen.
Gel-elektroforese was aanvankelijk de best toegankelijke techniek voor proteomics. In de loop van de tijd zijn echter steeds meer HPLC- en CE-technieken ontwikkeld voor proteomics, die vaak aan elkaar gekoppeld worden.
Vooraf aan een scheiding wordt meestal een digestie uitgevoerd, waardoor de eiwitten afgebroken worden tot peptiden, die vaak makkelijker te scheiden en te detecteren zijn.
De eiwitten of peptiden die op deze wijze gescheiden zijn, worden doorgaans gedetecteerd met massaspectrometrische technieken. Met massaspectrometrie kunnen stoffen gefragmenteerd, gescheiden op grond van de massa-ladingsverhouding en gedetecteerd worden. Op deze wijze kan identificatie en kwantificatie van stoffen plaatsvinden.
De geïdentificeerde eiwitten en eiwitfragmenten kunnen vergeleken worden met de gegevens uit grote databases, die op internet vrij toegankelijk zijn. De bioinformatica is daarom een belangrijke pijler van de proteomica.

### Structuur en interacties
Een andere belangrijke techniek in de proteomica is de yeast two hybrid-methode, vaak afgekort tot Y2H. Hiermee kan bepaald worden welke eiwitten met een bepaald eiwit een interactie aangaan..
Röntgenkristallografie is een methode om de driedimensionale structuur van moleculen en molecuulcomplexen te meten. Hiermee kan bepaald worden wat de ruimtelijke structuur is van een eiwit, en op welke wijze een eiwit interacties aangaat met andere moleculen.